# Кузнецов, Сергей Трофимович
Сергей Трофимович Кузнецов (1915—1944) — старший сержант Рабоче-крестьянской Красной Армии, участник Великой Отечественной войны, Герой Советского Союза (1943).

## Биография
Сергей Кузнецов родился в 1915 году в селе Новодомосейкино (ныне — Северный район Оренбургской области). До призыва в армию работал трактористом в колхозе. В 1941 году Кузнецов был призван на службу в Рабоче-крестьянскую Красную Армию. С того же года — на фронтах Великой Отечественной войны.
К сентябрю 1943 года старший сержант Сергей Кузнецов командовал орудием 611-го истребительного-противотанкового артиллерийского полка 40-й армии Воронежского фронта. Отличился во время битвы за Днепр. В ночь с 23 на 24 сентября 1943 года Кузнецов переправился через Днепр в районе села Ходоров Мироновского района Киевской области Украинской ССР и принял активное участие в боях за захват и удержание плацдарма на его западном берегу, уничтожив несколько вражеских огневых точек.
Указом Президиума Верховного Совета СССР от 24 декабря 1943 года старший сержант Сергей Кузнецов был удостоен высокого звания Героя Советского Союза с вручением ордена Ленина и медали «Золотая Звезда».
16 января 1944 года Кузнецов погиб 16.01.1944 в бою за с. Потоки (Жмеринский район, Винницкая область. Похоронен в городе Жмеринка.
Был также награждён орденом Отечественной войны 1-й степени и рядом медалей.
В честь Кузнецова названы школа в Новодомосейкино и улица в Северном.